# Feest- en Kultuurpaleis

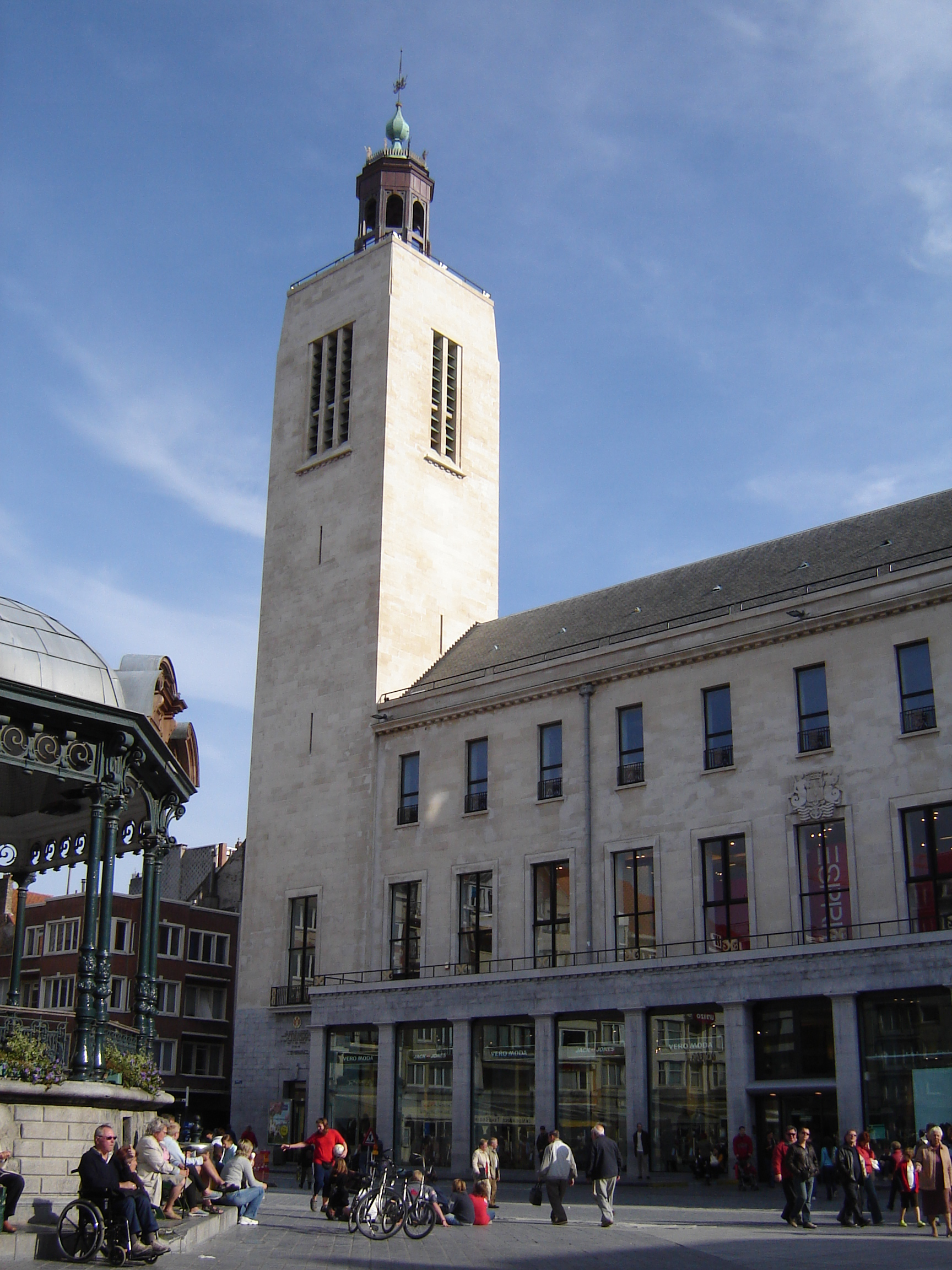
Feest- en Kultuurpaleis

Het Feest- en Kultuurpaleis is een grote galerij aan de Kapellestraat en het Wapenplein in Oostende, dat in maart 2007 na een grote renovatie zijn deuren opende. In dit complex zijn 17 winkels gevestigd, waaronder enkele filialen van grote internationale winkelketens. Hier bevond zich ooit het gemeentehuis van Oostende.

## Stadhuis en casino
De oudste sporen van een stadhuis in Oostende vinden we terug vanaf 1418. Op het einde van de 15e eeuw werd dit stadhuis, na de inval van de Engelsen, zeven jaar na de verwoesting herbouwd. Na het Beleg van Oostende (1601-1604) werd er in 1610 begonnen aan de bouw van een nieuw stadhuis dat pas in 1629 officieel werd geopend. In 1671 leverde Pieter Hemony een beiaard van 32 klokken voor de stadhuistoren die in 1706 bij oorlogshandelingen werd verwoest. Vanaf de 15de eeuw lag het stadhuis ten noorden van het Wapenplein, nu werd het echter ten zuiden van het Wapenplein gebouwd. Het stadhuis zal daar blijven tot het vernield wordt na bombardementen gedurende de Tweede Wereldoorlog. Het huidige (en zevende) stadhuis werd op een drooggelegde handelsdok gebouwd aan de Vindictivelaan.
Op het einde van het Beleg van Oostende van 1706 gaf de stad – die in handen was van de Fransen – zich over aan de Engelse, Oostenrijkse en Hollandse troepen. Tijdens het Beleg werden vele gebouwen, inclusief het stadhuis, vernietigd. In 1709 werd besloten om een nieuw stadhuis te bouwen. Het moest groter zijn en daardoor werd de herberg “Het Vrije” opgekocht en afgebroken. Van het oude stadhuis werd enkel nog de toren opnieuw gebruikt. In het oorspronkelijk plan werd op elke hoek een toren voorzien, maar wegens geldgebrek kwamen ze niet allemaal.
In maart 1837 werd er beslist om een viertal zalen van het stadhuis als Casino in te richten. Er was geen speelzaal, maar het werd toch druk bezocht door toeristen. Door het organiseren van vele bals kwamen er vele beroemde solisten naar het Casino. In het jaar 1861 werd er ook een bibliotheek gevestigd. In 1886 besloot men de gevel af te breken en te herbouwen, dit werd het zesde stadhuis uit de Oostendse geschiedenis.
In 1900 werd de Stadsbibliotheek naar een apart gebouw verhuisd. Zowel het Stadhuis als de Stadsbibliotheek werden tijdens de Tweede Wereldoorlog in de nacht van 27 op 28 mei 1940 volledig vernield, net als het stadsarchief. De plaats waar ooit het Stadhuis was werd een tijdje als parkeerplaats en tankstation gebruikt. Daarna kwam het Feest- en Kultuurpaleis.

## Van stadhuis naar Feest- en Kultuurpaleis

### Geschiedenis
In 1954 werd besloten om een gebouw op te richten op de gronden van het vernielde stadhuis aan het Wapenplein met een ontvangst- en tentoonstellingszaal, een bibliotheek, een museum…. De architect van dit gebouw is Luc Viérin uit Brugge, zijn ontwerp werd al in november 1954 goedgekeurd. Uiteindelijk bevatte het gebouw een receptiezaal, een feestzaal met podium, een bibliotheek, een museum met expositiezaal en een kleine toneelzaal.

### Het gebouw
De oorspronkelijke receptiezaal werd na de afbraak van de Koninklijke Schouwburg omgebouwd tot toneelzaal. Deze zaal zou enkel voorlopig zijn maar bleef toch bestaan en werd vooral door amateurgezelschappen gebruikt.
Op de binnenkoer werd het beeld “Zeemeermin” geplaatst, van de beeldhouwer Willy Kreitz. De oorspronkelijke bedoeling van het Feest- en Kultuurpaleis was grootse feesten en bals organiseren maar die zijn er echter nooit geweest. Het gebouw werd dan voor andere doeleinden gebruikt. De bekendste functie was die van stadsbibliotheek. Er was ook plaats voor een discotheek, kinderbibliotheek en de toeristische dienst (die in 1992 verhuisde naar het Monacoplein). Op de tweede verdieping vond men het Stedelijk Museum met expositieruimtes in een U-vorm. Toen de bibliotheek verhuisde naar een nieuw gebouw aan de Wellingtonrenbaan werd deze ruimte ingenomen door een museum.

### De beiaard
In 1432 kreeg Oostende van Filips de Goede de toestemming om “de schelle te mogen luyden in de torreken van het scepenhuys”. Er mocht dus een klok geluid worden op het stadhuis om de magistraten ter zitting te roepen, noodweer aan te kondigen (overstromingen), oproepen voor kerkdiensten, de werktijden en het uur aan te kondigen. Deze klokkentoren bevond zich vanaf 1610 op dezelfde plaats als de huidige beiaard in het Feest- en Kultuurpaleis, hoewel de toren door de eeuwen heen verschillende malen van uitzicht veranderde. In 1653 werd beslist om 28 klokken uit Gent aan te kopen voor de nieuwe klokkentoren aan het stadhuis. Deze volstonden niet aan de normen en werden verwisseld voor 32 klokken van de gebroeders Hemony uit Amsterdam.
Na de verwoestingen van 1706 waarbij het klokkenspel volledig vernield werd, verving men de klokken door nieuwe uit Antwerpen. De Duitsers gingen er tijdens Eerste Wereldoorlog met de klokken vandoor, hierdoor zat Oostende weer zonder beiaard. De 40 klokken, besteld in 1925, werden dan weer tijdens Tweede Wereldoorlog vernield. Uiteindelijk installeerde de befaamde A. Paccard uit Annecy in 1965 de huidige beiaard. Deze beiaard bestaat uit 49 bronzen klokken. De grootste klok van de beiaard is de triomfklok, deze draagt de naam van Leopold I en weegt 2250 kg.
De tien grootste klokken van de beiaard:
- Koning Leopold I: 2250 kg
- Koningin Louise-Marie: 1670 kg
- Koning Leopold II: 1400 kg
- Koningin Maria Hendrika: 1165 kg
- Koning Albert I: 980 kg
- Koningin Elisabeth: 815 kg
- Koning Leopold III: 680 kg
- Koningin Astrid: 570 kg
- Koning Boudewijn I: 475 kg
- Koningin Fabiola: 400 kg

## Van Feest- en Kultuurpaleis tot winkelcentrum
Aangezien het Feest- en Kultuurpaleis niet meer voldeed aan de hedendaagse normen voor evenementen en culturele activiteiten werd beslist om dit gebouw op deze unieke plaats, pal in het centrum van de stad en de winkelstraten, tot een winkelcentrum en residentie om te bouwen. In 2003 en 2004 werd begonnen met het opkopen van enkele aanpalende huizen voor de bouw van het winkelcentrum. Het Museum voor Schone Kunsten dat zijn intrek had op de tweede verdieping, sloot zijn deuren op 12 februari 2005. Op 13 juni 2005 werden de slopingswerken gestart.
Op het gelijkvloers van het project vinden we de winkels terug. Op het tweede en derde verdieping zijn er tiental lofts en twee appartementen voorzien. De officiële opening van het nieuwe gebouw vond plaats op 6 april 2007. Het oude “Feest- en Kultuurpaleis werd officieel omgedoopt tot “Woon- en winkelcomplex residentie Feest- en Kultuurpaleis”.